# Malope
Genre
Classification phylogénétique
Malope est un genre de trois espèces de la famille des Malvaceae.  Une des espèces, Malope trifida est souvent utilisée comme plante ornementale.

## Espèces
- Malope anatolica
- Malope trifida
- Malope malacoides